# I Nubiani
I Nubiani (Les Nubiens), o I cacciatori di alligatori (Les Chasseurs d'alligators), è una scultura di Louis-Ernest Barrias, realizzata nel 1894 e conservata al museo d'Orsay.

## Storia

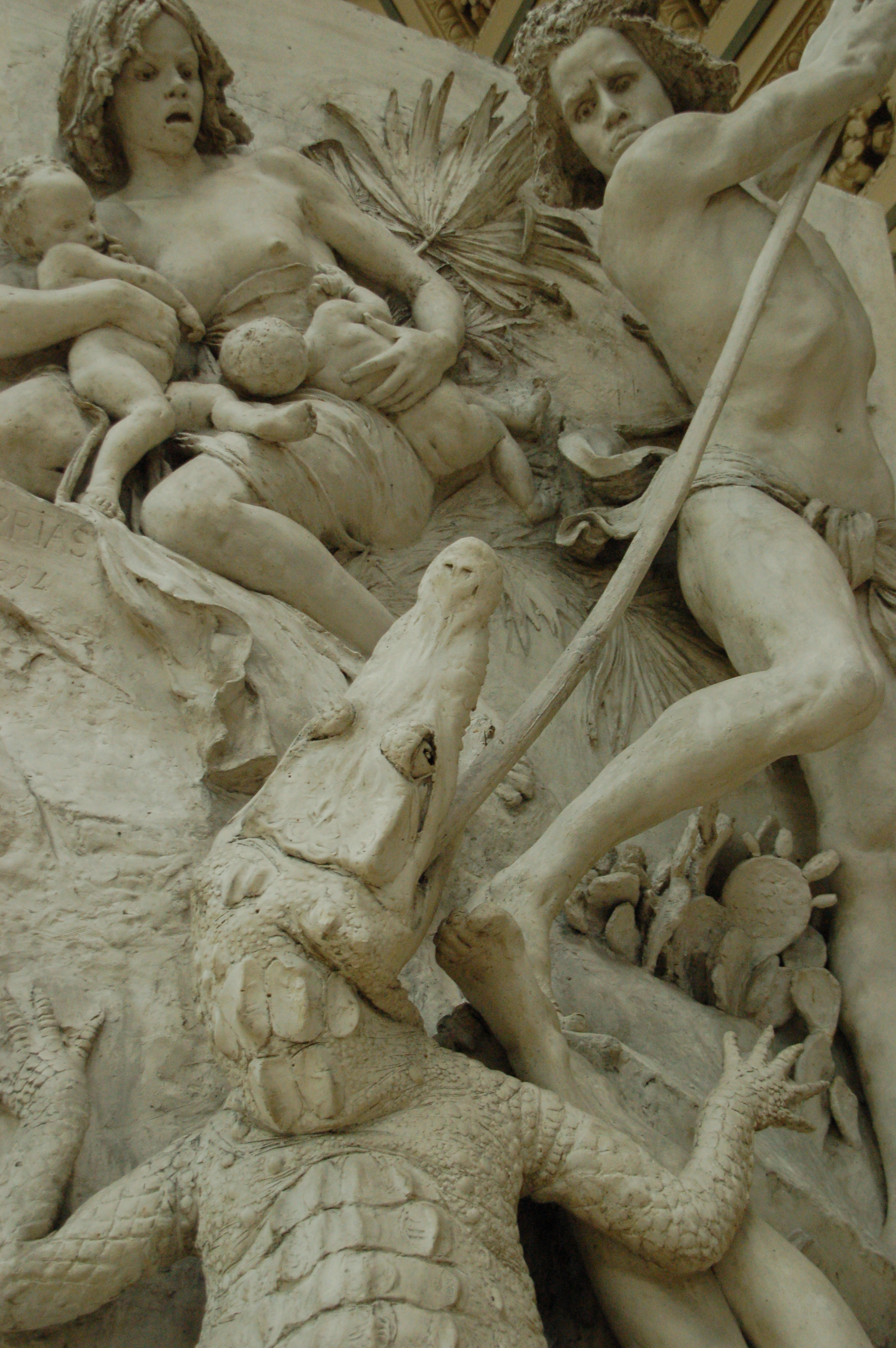
Un dettaglio dell'opera.

Commissionata nel 1893 con il titolo "Le razze umane" per 12.000 franchi, dopo essere stata esposta al Salone del 1894, quest'opera venne acquistata dallo stato per il museo di storia naturale. Consegnata dai fratelli Thiébaut al deposito dei marmi nel 1897, dopo un'esecuzione in bronzo, venne assegnata nel 1903 alla scuola nazionale superiore di arti e industria tessile di Roubaix. Tramite un decreto del 26 marzo 1986, l'opera fu trasferita nel museo d'Orsay. L'altorilievo fu esposto sul retro di un altro altorilievo, la Caccia all'aquila di Jules Coutan.

## Descrizione
In una scena che dovrebbe evocare le etnie dell'Africa, l'opera rappresenta un uomo con un perizoma che infila una zagaglia nella bocca di un alligatore pronto a divorare una giovane e i suoi due bambini, e forse anche un'altra donna svenuta. La donna con i neonati ha un'espressione spaventata, mentre l'uomo sembra determinato a fermare ad ogni costo il rettile, la cui coda sbuca dall'altorilievo e arriva a toccare il suolo. La scena è ambientata presso le rive di un fiume, che presentano una flora ricca di palme, cactus e canne di palude. 
Il titolo fa riferimento ai Nubiani, un'antica popolazione africana vissuta nell'odierno Sudan, il cui nome era utilizzato molto nella Francia del XIX secolo per riferirsi ai popoli a loro contemporanei che vivevano in quella parte dell'Africa subsahariana.
Questo altorilievo scolpito nel 1894 era destinato a ornare la facciata della galleria d'antropologia del museo nazionale di storia naturale di Parigi per rappresentare le "razze umane". Barrias scelse dei personaggi di "tipo africano", riecheggiando le sculture etnografiche che Charles Cordier aveva realizzato qualche decennio prima. I dettagli animali e botanici, come le scaglie del rettile o le spine dei cactus, sono resi con una precisione naturalista, ma per quando riguarda i personaggi, Barrias rappresenta un'attrazione di successo svoltasi nel 1878, al giardino d'acclimatazione, dove dei nubiani in perizoma dovevano mimare delle scene di caccia. Contemporanea delle prime esposizioni coloniali, questa rappresentazione riecheggia gli stereotipi dell'epoca sulle popolazioni africane.